# مصدة (المجمعة)
مصدة، هي قرية من فئة (ب) تقع في محافظة المجمعة، والتابعة لمنطقة الرياض في السعودية. وتبعد مصدة عن محافظة المجمعة بمسافة تقارب () كم.